# Roofdierenverblijf (Diergaarde Blijdorp)
Het roofdierenverblijf is een onderdeel van diergaarde Blijdorp en kwam naar het ontwerp van Sybold van Ravesteyn tot stand in 1939-1941. Het gebouw is gesitueerd aan de zuidzijde van de centrale as tussen de Rivièrahal en het Berentheater. Het verblijf is gebouwd in functionalistische stijl, gecombineerd met neobarokke elementen. Het verblijf is aan de noordzijde uitgebreid met een ondiep, langgerekt volume.

## Architectuur
Het verblijf bestaat uit binnenverblijven en twee buitenterrassen. Het gebouw voor de binnenverblijven bestaat hoofdzakelijk uit beton en kent een rechthoekige, doch licht gebogen plattegrond. Het pand wordt bekroond door een plat dak waarvan de dakrand is afgewerkt met lichtgele geglazuurde tegels.
De voorzijde (zuidgevel) van het verblijf wordt door een tussenlid in tweeën verdeeld. Het tussenlid is een smal afgerond volume met een hoge ronde schoorsteen bovenop. Deze van oorsprong betegelde schoorsteen bezit en hartvormig basement met een rondlicht en kent halverwege een sculptuur van Orpheus met lier en reptielen gemaakt door W. van Kuilenburg. De gevels aan weerszijden van het tussenlid tonen een sierlijk glooiende wand waarvoor elk acht betonnen, gecanneleerde, ionische kolommen staan. Deze dragen een licht overstek van het platte dak alhier. Op de hoeken van de geveldelen bevinden zich telkens gladde ronde hoekpilasters. De buitenste hoeken kennen bovendien een extra kolom die hoger en gladder is en bekroond wordt door een grote schaal. De schaal bevat een gasbrander. Deze werd tijdens bijzondere gebeurtenissen gebruikt, waarbij de diergaarde gas van het gemeentelijke net mocht aftappen om de fakkels te laten branden. De wanden achter de kolommen worden telkens ingedeeld door vijf ovale vensters en drie toegangen naar de binnenverblijven. Vanaf de buitenste hoeken gaan de geveldelen nog verder door. De wanden zijn hier gestuct, voorzien van een wafelpatroon en ingedeeld door drie rondlichten en houten deuren met halfronde beëindiging. De smalle kopgevels bezitten elk een in het oog springende ingang met betonnen trap en sierlijke balustrade. Deze biedt toegang tot de publieksruimte voor de binnenverblijven. Naast de trappen is telkens een halfronde kooi aanwezig op een betonnen basement en onder een betonnen luifel. Verder is in elke kopgevel een dienstingang opgenomen.
De achtergevel (noordzijde) bezit een vrij gesloten karakter en wordt grotendeels aan het zicht onttrokken door een latere uitbreiding. De gevel is gestuct en met een wafelpatroon verlevendigd. Op sommige plekken zijn nog de oorspronkelijke rondlichten opgenomen. Het merendeel van de gevelopeningen is echter ten behoeve van de uitbreiding gewijzigd of verwijderd. Voor de voorgevel van het gebouw bevinden zich de buitenterrassen voor de roofdieren. Deze zijn lobvormig en symmetrisch ten opzichte van elkaar. Van oorsprong werden ze begrensd door een harde betonnen rand. De terrassen worden van elkaar gescheiden door het hierboven genoemde tussenlid. Aan de zuidzijde worden de terrassen afgebakend door een brede met water gevulde greppel en betonnen borstweringen die de contouren van de terrassen volgen. Ze worden aan de buitenzijde beëindigd door een hoge betonnen kolom met bol bovenop. De terrassen waren van oorsprong voorzien van geglazuurde tegeltjes. Ze zijn plaatselijk afgezet met traliehekwerken met gebogen bovenzijde. Plaatselijk zijn deze hekwerken van plaatstalen ornamenten (vermoedelijk vervaardigd door Pieter den Besten) in de vorm van een leeuw voorzien.

## Waardering
Het verblijf is van algemeen belang:
- het object heeft architectuurhistorische waarde vanwege het materiaalgebruik, de toegepaste verhoudingen, de vormgeving en de verzorgde detaillering;
- als karakteristiek voorbeeld van multidisciplinaire kunsttoepassingen;
- het object heeft stedenbouwkundige en ensemblewaarde vanwege de functionele situering op de centrale as en vanwege de samenhang met andere complexonderdelen.

## Afbeeldingen

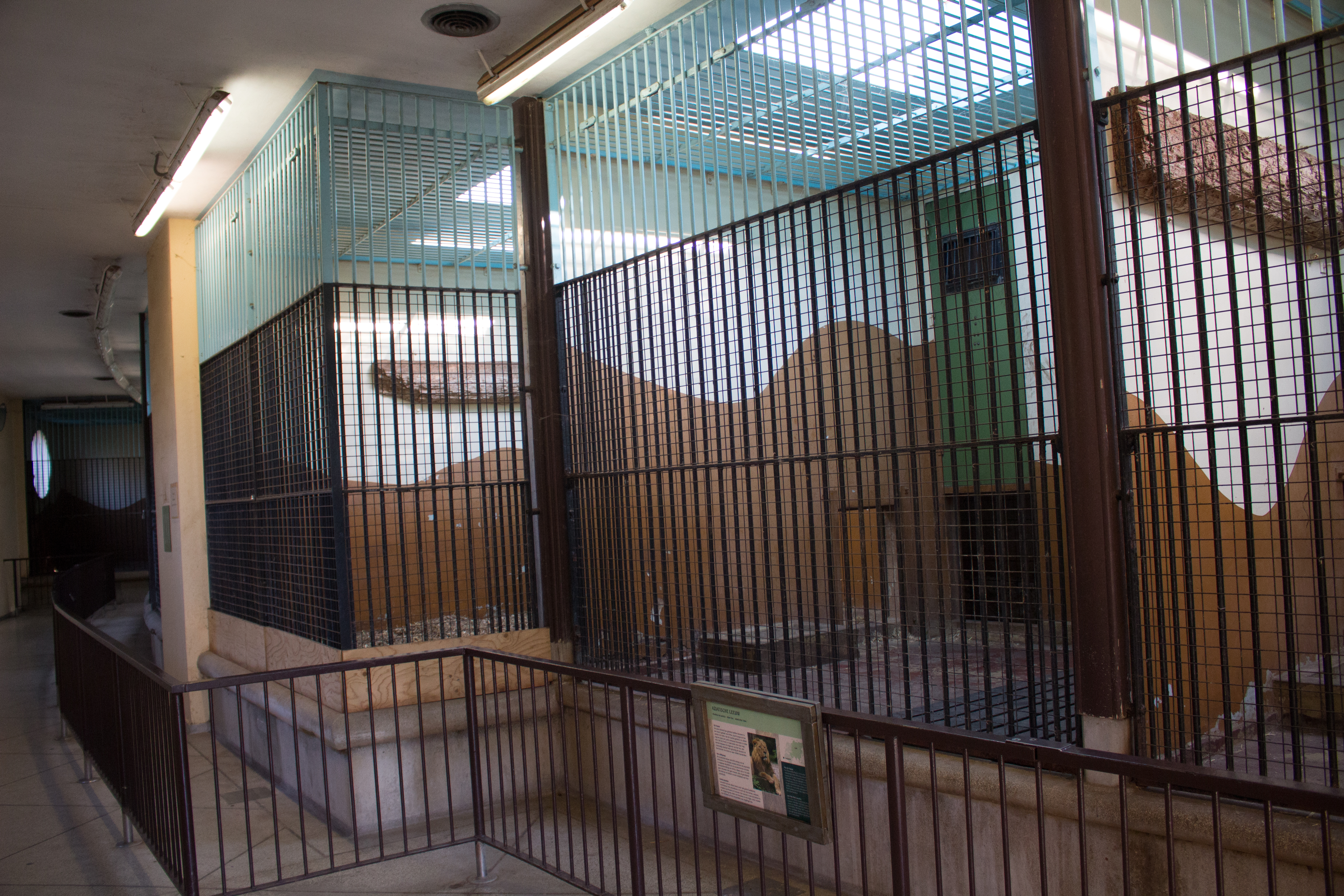
Interieur
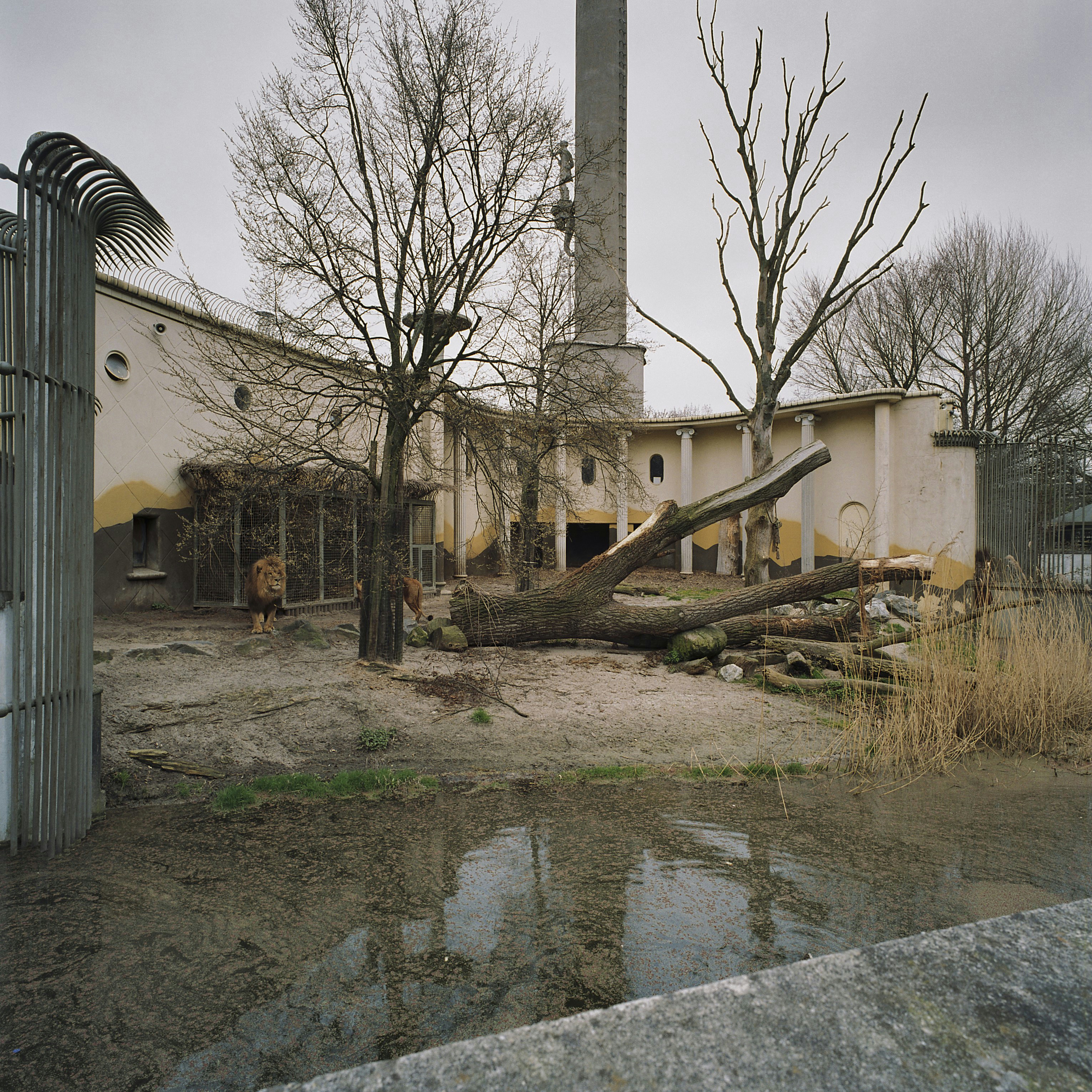
Exterieur roofdierenverblijf
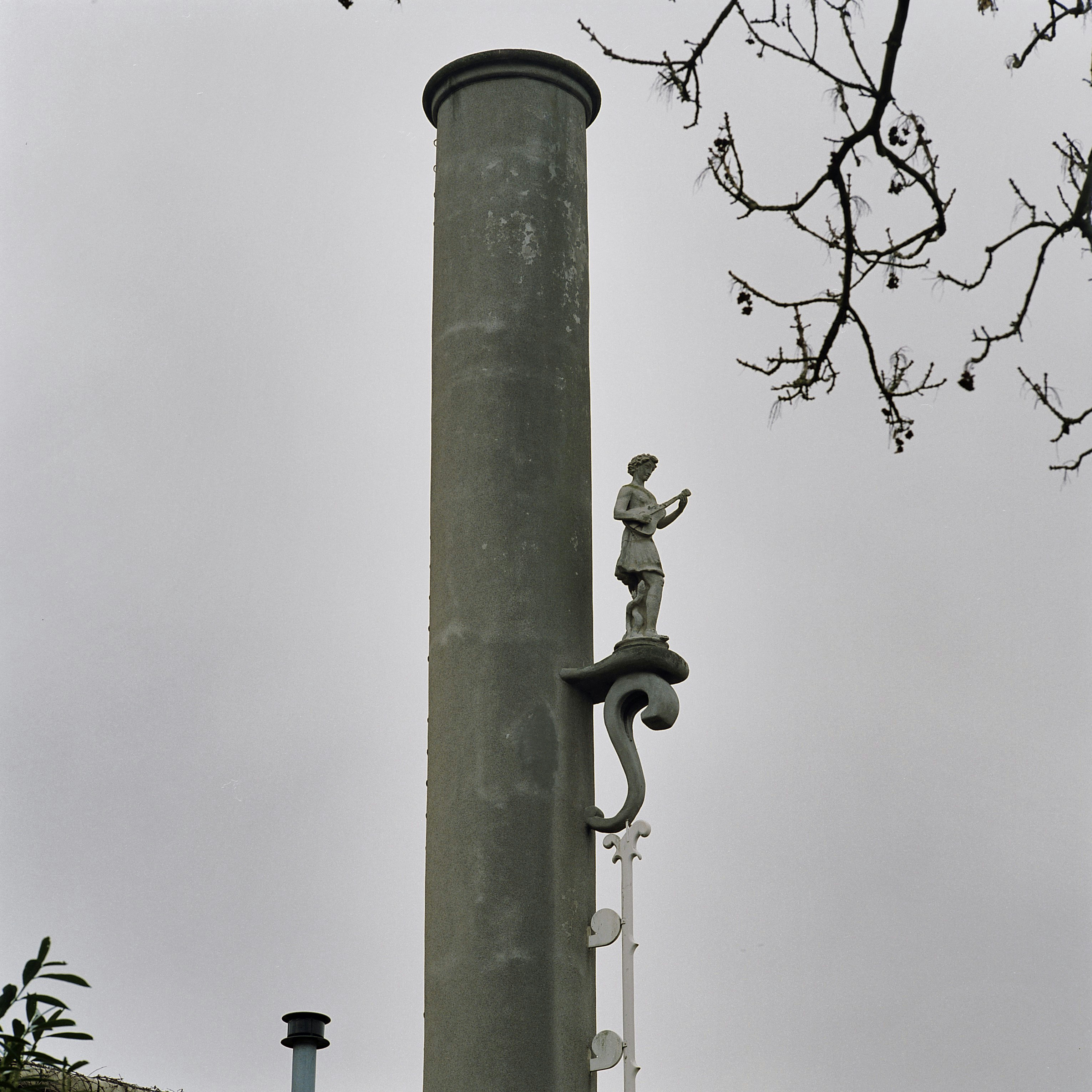
detail van Orpheus tegen schoorsteen van roofdierenverblijf
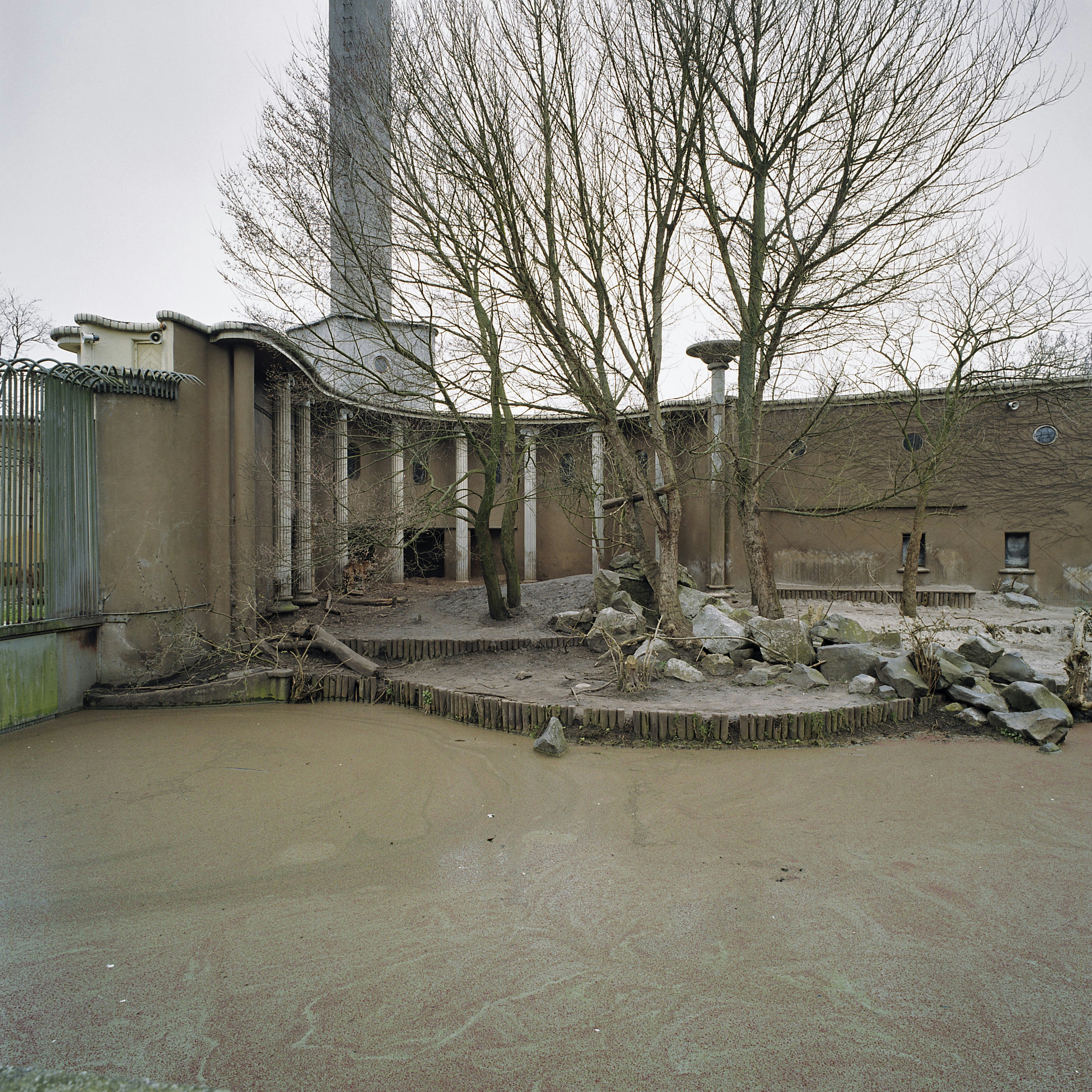
gedeelte roofdierenverblijf
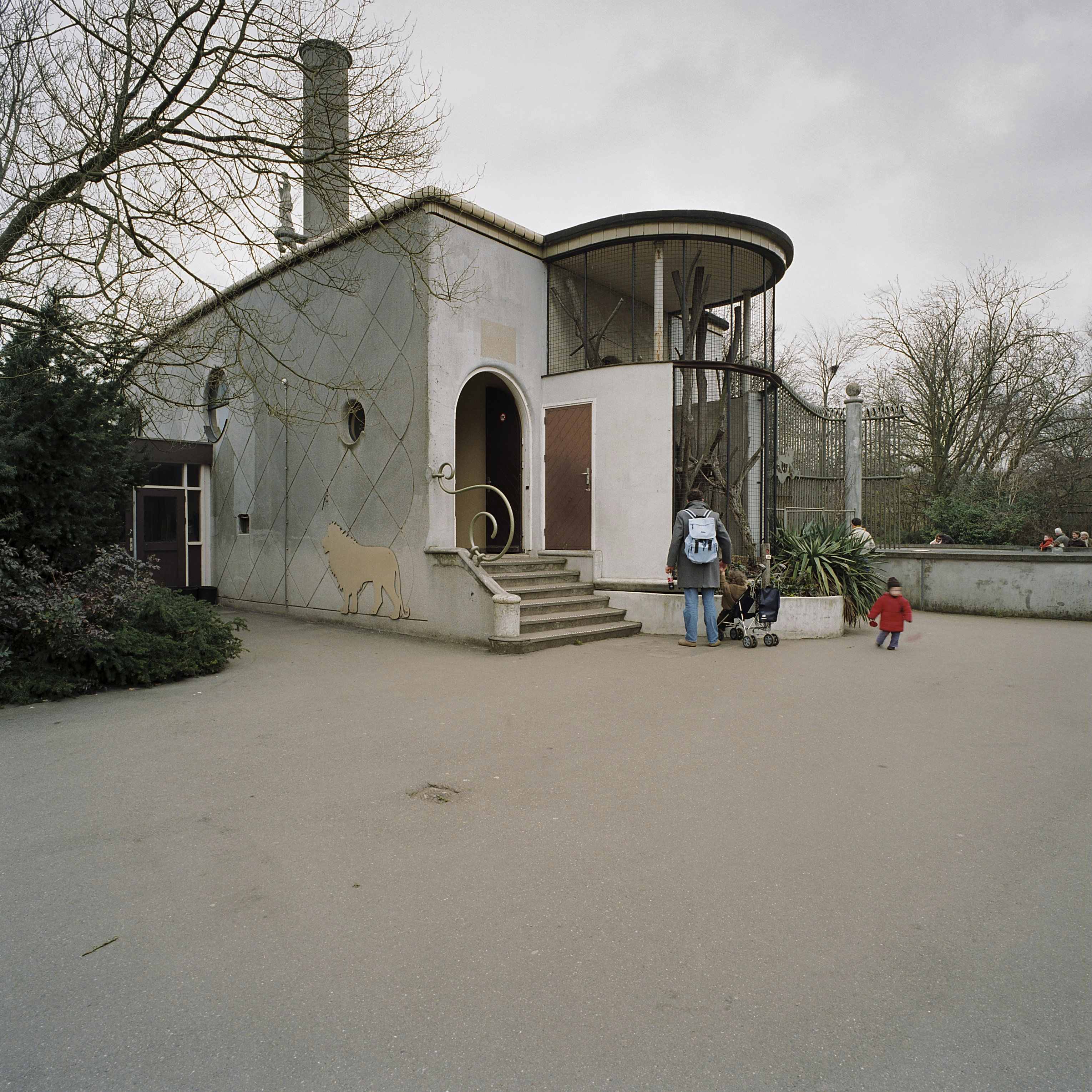
ingang van het roofdierenverblijf
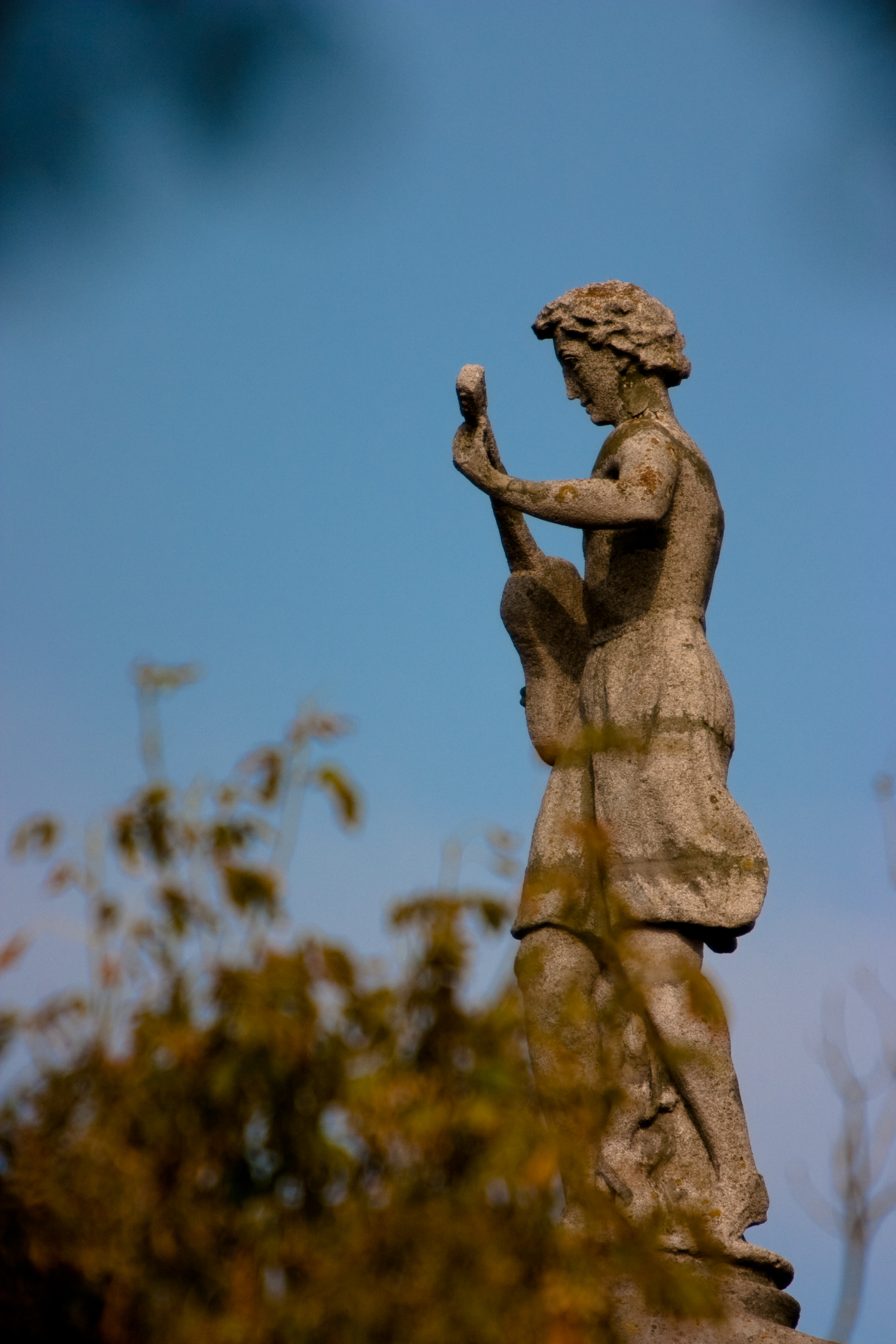
Standbeeld op het leeuwen verblijf van Blijdorp